# INAS-Fußballweltmeisterschaft
Die INAS-Fußballweltmeisterschaft (INAS World Football Championships) ist der Weltmeisterschafts-Wettbewerb im Fußballsport der Menschen mit geistiger Behinderung. Sie wird alle vier Jahre anschließend an die FIFA-Fußballweltmeisterschaft der Männer und in der Regel im selben Land wie diese ausgetragen. Veranstalter ist die International Sports Federation for Persons with Intellectual Disability (INAS), die auch Wettkämpfe geistig Behinderter in anderen Sportarten organisiert.
Medizinische Voraussetzung für die Teilnahme an der WM ist ein Intelligenzquotient unter 75 und eine deutlich eingeschränkte Fähigkeit zur Verhaltensanpassung. Die Beeinträchtigung muss bereits vor dem 18. Lebensjahr gutachterlich festgestellt worden sein.
Gewinner war 1994 und 1998 auf heimischem Boden das Team der Niederlande. 2002 (in Japan) gewann England, 2006 (in Deutschland) und 2010 (in Südafrika) gewann jeweils die Mannschaft aus Saudi-Arabien (beide traten im Finalkampf jeweils gegen die Niederlande an).
Die INAS-Fußballweltmeisterschaft 2014, an der neun Mannschaften teilnahmen, fand vom 11. bis 25. August in der brasilianischen Stadt São Paulo statt. Das Eröffnungsspiel war am 13. August, das Endspiel am 23. August gewann die Mannschaft Saudi-Arabiens gegen Südafrika mit 4:2 und ist damit zum dritten Mal in Folge Weltmeister. Die deutsche Auswahl war bereits am Ende der Gruppenphase mit 0:3 gegen Polen ausgeschieden.

## Varia
- Aktueller Bundestrainer der deutschen Fußballnationalmannschaft ID (Intellectual Disability) ist der ehemalige Bundesliga-Profi Jörg Dittwar.
- Die Teilnahme der schwedischen Nationalmannschaft, genannt „Die Unbekannten“, an der WM 2014 wurde durch eine Spende des schwedischen Profi-Stürmers Zlatan Ibrahimović ermöglicht, der seinerseits nicht an der FIFA-WM 2014 teilnehmen konnte.[4][5]